# Escudo de la provincia de Santa Fe
El escudo de la provincia de Santa Fe es el escudo de la provincia argentina de Santa Fe, fue establecido por Ley provincial 2537 del 28 de junio de 1937 que fuera reglamentada por el decreto 13212 del Poder Ejecutivo provincial en septiembre de 1951.

## Características
La Ley 2537 establece que el escudo de armas de la provincia de Santa Fe tendrá el siguiente diseño:
- Forma oval de eje vertical.
- Campo dividido en dos secciones: azul celeste la superior y plata la inferior.
- En el interior del óvalo y abarcándolo en casi toda su extensión, dos flechas volcadas en forma de Cruz de San Andrés, cortadas de abajo hacia arriba por una lanza con la punta en alto, atado el todo con cinta federal.
- Alrededor de estos símbolos, dentro del óvalo, diecinueve estrellas de oro uniformemente distribuidas sobre el fondo y bordeando las orillas del escudo.(este escudo no es el correcto tiene 23 y la cinta del centro es roja)
- Enmarcado el óvalo por fuera dos gajos largos de laurel con sus cabos sujetos con cinta argentina.

## Simbolismo
- Las flechas con las puntas hacia abajo y la lanza con la punta hacia arriba representan, respectivamente, el triunfo de las armas del conquistador sobre los aborígenes.[2]
- Las diecinueve estrellas de oro son alusión al número de departamentos en que se halla dividida la provincia.
- Los gajos de laurel representan la autonomía provincial.
- La cinta celeste y blanca recuerda las guerras de la Nación y sus victorias.
- La cinta de gules (cinta roja que ata la lanza y las flechas) representa la divisa federal.

En 1822 el gobernador Brigadier Estanislao López adoptó para la provincia de Santa Fe el diseño de bandera tal como lo conocemos en la actualidad. De acuerdo a su pedido, la bandera debía ser cuatricolor, el pabellón provincial rojo, blanco el medio, celeste a la derecha y en el centro un óvalo orlado que contenga un sol naciente y las armas representativas de Santa Fe; flechas y lanza en cruz de San Andrés. La lanza orientada hacia arriba y las flechas hacia abajo simbolizando el triunfo de las fuerzas regulares sobre el nativo. El óvalo debía estar cruzado por una faja amarilla con la leyenda: Provincia invencible de Santa Fe.
En su conjunto, la bandera representa la fuerza de todos los hombres que comandados por el Brigadier López defendieron a su tierra y vencieron a dos importantes soldados de la Patria, primeras lanzas de los ejércitos argentinos: Dorrego y Lavalle. De allí el lema de ‘los invencibles’ como símbolo de los sentimientos federales y la autonomía provincial".

## Historia
En 1813 (antes de designar su propio gobernador) comenzó a usar el Escudo Nacional en que se había transformado el sello que se diera la Soberana Asamblea General Constituyente. 
Desde 1816 el gobernador Mariano Vera empleó un sello del que se deriva el actual escudo de la provincia. Era de campo oval que contenía dos flechas en sotuer e invertidas entrelazadas con una lanza con la punta hacia el jefe.
Después de 1820, en épocas del Brigadier General Estanislao López, se usó un sello en el que a los símbolos mencionados se le agregan cuatro estrellas en alusión a los departamentos santafesinos que enviaron diputados a la Legislatura provincial (La Capital, San José, San Jerónimo y Rosario).
Luego de la Batalla de Pavón (17 de septiembre de 1861) los gobernadores Patricio Cullen y Nicasio Oroño utilizaron el Escudo Nacional al que agregaron al pie la leyenda "Provincia de Santa Fe".
A partir de 1868 se fue paulatinamente, se regresó al uso del escudo de las flechas y la lanza acompañadas de estrellas que era reconocido por tradición como el propio de la provincia. Finalmente en 1894 se dispuso por ley provincial las características del escudo: 
Finalmente adopta las características actuales a partir de la Ley provincial 2537 de 1937.

## Actualidad
En el año 1996 la Subsecretaría de Cultura de la Provincia impuso un logotipo donde -en un gesto de reivindicación histórica- apuntaron también hacia arriba las flechas de los pueblos originarios del escudo provincial, con el objetivo de instalar el debate en relación con la modificación del mismo. 

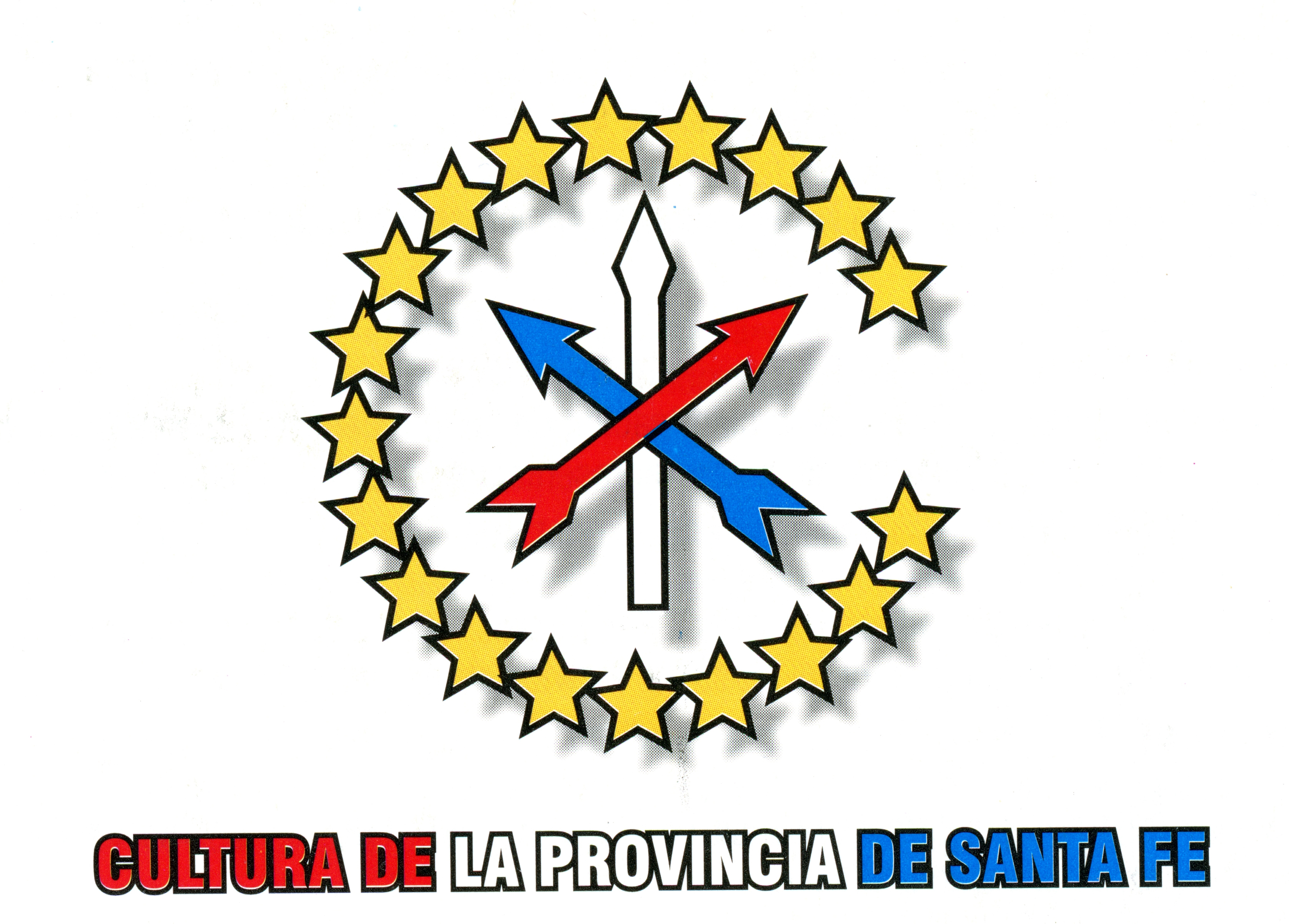
Logotipo creado y utilizado por la Subsecretaría de Cultura de la Provincia de Santa Fe, Argentina, durante la gestión de Enrique Llopis, en los años del primer gobierno de Jorge Obeid

Desde el año 2008, representantes de los pueblos originarios, organizaciones sociales, docentes y estudiantes impulsan un proyecto de modificación del escudo de la provincia de Santa Fe. El objetivo es desterrar de la imagen oficial el concepto de discriminación y muerte, simbolizado en la lanza que cruza las flechas caídas, que aluden al genocidio de los conquistadores sobre los pueblos originarios, primigenios habitantes de estas tierras. El texto del proyecto de ley, además de la derogación del escudo actual, propone una convocatoria a un concurso público con el fin de definir los elementos que deberán abarcar el interior del óvalo del escudo oficial de la provincia de Santa Fe.